# Thomas Ladegaard
Thomas Ladegaard (født 28. december 1970) er dansk forfatter, foredragsholder og konsulent.
Thomas Ladegaard er uddannet cand.comm. fra Roskilde Universitets Center og har udgivet en række bøger.
I november 2003 debuterede Thomas Ladegaard med bogen Mordet på JFK, som indtil nu er udkommet i tre oplag.
I januar 2006 kom hans anden bog “Bolsjedrenge og jernhårde ladies” om dansk håndbolds historie og udvikling.
Thomas Ladegaard debuterede i marts 2010 i Hvedekorn 4/2009 – det sidste Hvedekorn på Borgen – og udgav i juni 2013 novellesamlingen “Sport” på SAXO.com.
I februar 2016 udgav han bogen Palmemordet på Nyt Nordisk Forlag op til 30-året for mordet på Olof Palme i 2016, og i 2018 udgav han bogen “Håndboldens legender” på forlaget Gyldendal.